# Here (компания)
HERE (ранее NAVTEQ (1985—2011), Nokia Maps (2011—2012), Ovi Maps (2007—2011), HERE, a Nokia business (2011—2015), HERE Technologies (2015 — по настоящее время) — это международная технологическая компания, которая занимается разработкой картографического контента, предоставляет данные о местоположении, а также сопутствующие услуги частным лицам и компаниям. Компания принадлежит консорциуму, в который входят AUDI AG, BMW Group, Daimler AG, Intel, Navinfo, NVIDIA, Pioneer Corporation, Bosch, Continental и др. Комплексная платформа, которая решает проблему фрагментированных и разрозненных источников данных в совместной среде, позволяя предприятиям монетизировать свои самые ценные активы: а именно данные. Сервисы для транспортных средств, которые используют и передают данные c датчиков в режиме реального времени в транспортные средства и обратно. Используется в многочисленных пакетах программного обеспечения, включая системы навигации; доступен для веб-браузеров и телефонов на различных платформах. Карты включают такие функции, как поиск по карте, спутниковые карты, построение маршрутов, 3D-карты, отражение пробок в реальном времени.
Более 400 HERE авто собирают данные для карт по всему миру. 200 стран покрыты картами HERE, предлагая навигацию голосовыми подсказками в 96 странах. Также предоставляет информацию о пробках в 63 странах, о движении в режиме реального времени в 33 странах. Покрытие более 600 тыс. км HD Live карт для автономного вождения.
4 из 5 машин с навигационной системой в Европе и Северной Америке используют карты HERE. Карты HERE на борту 100 миллионов транспортных средств.
HERE Venues это внутренние карты зданий, всего около 15,000 объектов по всему миру.
HERE API и SDK для карт и локальных сетей и мобильных приложений https://developer.here.com Архивная копия от 11 апреля 2019 на Wayback Machine.

## История
HERE Technologies построила свой картографический бизнес, уделяя внимание отображению реального состояния дорожной сети, чтобы сделать возможным динамический выбор маршрутов от перекрестка к перекрестку. Представляет собой сочетание Navteq и Nokia Maps.

### Navteq
Navteq («NAVTEQ») — американская компания, основанная в 1985 году как Karlin & Collins, Inc., позже известная как Navigation Technologies Corporation и, в конечном итоге, Navteq. На момент приобретения компанией Nokia Navteq был крупнейшим производителем картографических данных для автомобилей, используемых в автомобильном навигационном оборудовании.

### Приобретение Nokia
В октябре 2007 года Nokia приобрела американскую компанию Navteq — ведущего в мире производителя цифровых карт и других данных для геоинформационных систем. Nokia управляла бизнесом Navteq вместе со своими собственными Nokia Maps (позже известными как Ovi Maps, затем снова как карты Nokia с 2011 года). Эти два подразделения оставались отдельными подразделениями корпорации Nokia до тех пор, пока Navteq не был интегрирован в сервисы Nokia в 2011 году. В октябре 2011 Nokia объявила о выпуске карт для Windows Phone 7, которые стали доступны для линейки телефонов Nokia Lumia. В ноябре 2012 года Nokia объявила о ребрендинге своей картографической службы как «HERE» и выпустила бесплатный клиент на iOS.

### Разработки Nokia
В апреле 2011 года Nokia выпустила бета-версию 3D-карт, которая охватила 20 городов мира. К августу 2011 года охват расширился до 23 городов, а в 2012 году Nokia купила EarthMine, которая специализируется на захвате 3D-изображений на уровне улиц.
В октябре 2011 года было представлено приложение Maps & Drive для Windows Phone 7 (Mango), которое было доступно на телефонах Nokia Lumia (710, 800, а в 2012 году — 900). Тем не менее, основные функции, такие как автономная маршрутизация и преобразование текста в речь названий улиц, по сравнению с версией Symbian, отсутствовали. Эти функции были в конечном итоге перенесены на платформу Windows Phone в 2012 году.
HERE Location Platform Архивная копия от 11 апреля 2019 на Wayback Machine начала функционировать в 2015 году.

### Приобретение автомобильными компаниями
3 августа 2015 года было объявлено о том, что компания Nokia достигла договорённости с консорциумом автопроизводителей Германии Daimler, BMW и Audi о покупке ими сервиса Nokia Here за 2,8 млрд евро. Планируется, что сделка будет закрыта в начале 2016 года 7 декабря 2015 года сделка была завершена Архивная копия от 10 февраля 2018 на Wayback Machine. На тот момент в компании работало порядка 6500 сотрудников по всему миру.
В январе 2017 года Intel приобретает 15 % акций фирмы. В сентябре 2017 года HERE и Pioneer Corporation достигли соглашения, согласно которому HERE приобретет приблизительно 3 % акций Pioneer на сумму 17,3 млн евро. Параллельно, по той же цене, Pioneer приобретет менее 1 % акций HERE.
В январе 2018 года Continental и Bosch приобрели 5 % акций компании HERE Technologies.

## Доступность

### Android, iOS
В ноябре 2012 года Nokia объявила, что хочет открыть Here для всех мобильных платформ. С недавних пор компания выпускает телефоны серии X с установленным в качестве операционной системы Android. В этих телефонах также присутствуют полнофункциональные приложения навигации.

### HTML5 иFirefox OS
В феврале 2013 года были анонсированы Here для Firefox OC.

### Here.com
Here.com эволюционировали из maps.ovi.com, а затем из maps.nokia.com. Карты работают на всех основных браузерах, исключение составляет Internet Explorer 6, который не поддерживается.
Сайт Here.com предлагает:
- Поддержка маршрутов между несколькими точками
- 3D-карты 25 городов
- Поиск общественного транспорта
- и многое другое.

Местоположения, доступные в 3D:
| Страна                      | Города                                                                   |
| --------------------------- | ------------------------------------------------------------------------ |
| Австралия                   | Мельбурн, Сидней                                                         |
| Австрия                     | Вена                                                                     |
| Канада                      | Торонто                                                                  |
| Чехия                       | Прага                                                                    |
| Дания                       | Копенгаген                                                               |
| Финляндия                   | Хельсинки                                                                |
| Германия                    | Берлин                                                                   |
| Италия                      | Флоренция, Милан, Рим, Венеция                                           |
| Норвегия                    | Осло                                                                     |
| Южно-Африканская Республика | Кейптаун                                                                 |
| Испания                     | Барселона, Мадрид                                                        |
| Швеция                      | Стокгольм                                                                |
| Великобритания              | Лондон                                                                   |
| Соединённые Штаты Америки   | Бостон, Лас-Вегас, Чикаго, Лос-Анджелес, Майами, Нью-Йорк, Сан-Франциско |
| Ватикан                     | Ватикан                                                                  |
| Казахстан                   | Алматы                                                                   |

HERE Map Creator
HERE Map Creator (http://mapcreator.here.com) Архивная копия от 9 марта 2022 на Wayback Machine сервис, который был запущен в Ноябре 2012 года для того, чтобы пользователи карт HERE имели возможность обновлять карты.
Данный сервис доступен в более 100 стран на 47 языках. Для редактирования данного сервиса, доступ обеспечивается с веб-сайта mapcreator.here.com, а также при помощи мобильных приложений HERE Map Creator Android и IPhone.
Пользователи могут добавлять новые дороги (пешеходные дороги также включены), редактировать дорогу или удалять её, добавлять новое место, редактировать место или удалять его и, наконец, добавлять номер дома, редактировать или удалять его. Кроме того, пользователи могут редактировать дорожные атрибуты, такие как: ограничение скорости, количество полос, одно или двухстороннее движение, тип дороги «открытая дорога», «туннель» или «мост», дорожное покрытие, и т. д., а также добавлять местные магазины и различные бизнесы по разным категориям, такие как: продуктовый магазин, магазин одежды, типа ресторанов (включая тип кухни и наименование сетей), магазин спортивного инвентаря среди нескольких других категорий и подкатегорий, и предоставлять различные атрибуты о них, включая фотографии, контактные адреса, адреса, часы и дни работы в неделю, информацию о способах оплаты в магазинах (принимают ли они наличные, карты, купоны на скидку или нет). Пользователи также могут сообщать об изменениях в карте. Учебные видеоролики и инструкции по работе для редактирования карт доступны на их веб-сайте.

### Trapster
Карты HERE Maps также являются основой популярного социального сервиса для водителей Trapster (более не функционирует), насчитывающего около 21 млн участников.